# Mathilde de Ringelheim
Pour les articles homonymes, voir Ringelheim (homonymie).
Sainte Mathilde de Ringelheim, née vers 896 et morte le 14 mars 968 à Quedlinbourg, fut l'épouse d'Henri l'Oiseleur, futur roi de Francie orientale (Germanie). Elle est la mère d'Otton Ier, fondateur du Saint-Empire romain germanique.
Sa grande dévotion lui valut la canonisation; l'Église catholique la fête le 14 mars. Elle est la patronne des familles nombreuses.

## Biographie
Les détails de sa vie proviennent en grande partie d'une Histoire des Saxons (Res gestae saxonicae sive annalium libri tres (en)) rédigée par le moine chroniqueur Widukind de Corvey et de deux hagiographies (la vita antiquior et la vita posterior) écrites respectivement vers 974 et vers 1003.
Mathilde est la fille du comte saxon Théodoric (Thiadrich) et de son épouse Reinhild, d'origine dano-frisonne. Selon le récit de la vita posterior, le comté de son père se trouvait en Westphalie (in occidentali regione) ; l'indication de Ringelheim n'est apparue que vers l'an 1300. Selon l'Histoire des Saxons, on  compte parmi ses ancêtres plusieurs chefs saxons dont Widukind, vaincu par Charlemagne pendant la guerre des Saxons, au VIIIe siècle.
La jeune fille passa son enfance au couvent d’Erfurt en Thuringe auprès de son aïeule, l’abbesse Hedwige. Elle fut éduquée à l'abbaye de Herford par sa grand-mère, l'abbesse Mathilde Ire.
La tradition raconte que, réputée pour sa beauté et sa vertu, elle attira l'attention du duc saxon Otton l'Illustre, qui la fiança à son fils Henri dès que celui-ci eut divorcé de sa première épouse, Hateburge. En tous cas, l'union a considérablement renforcé la position de la dynastie des Ottoniens dans l'ouest de la Saxe. Thietmar, l'instructeur d'Henri, se rendit à Herford et y amena le fiancé.

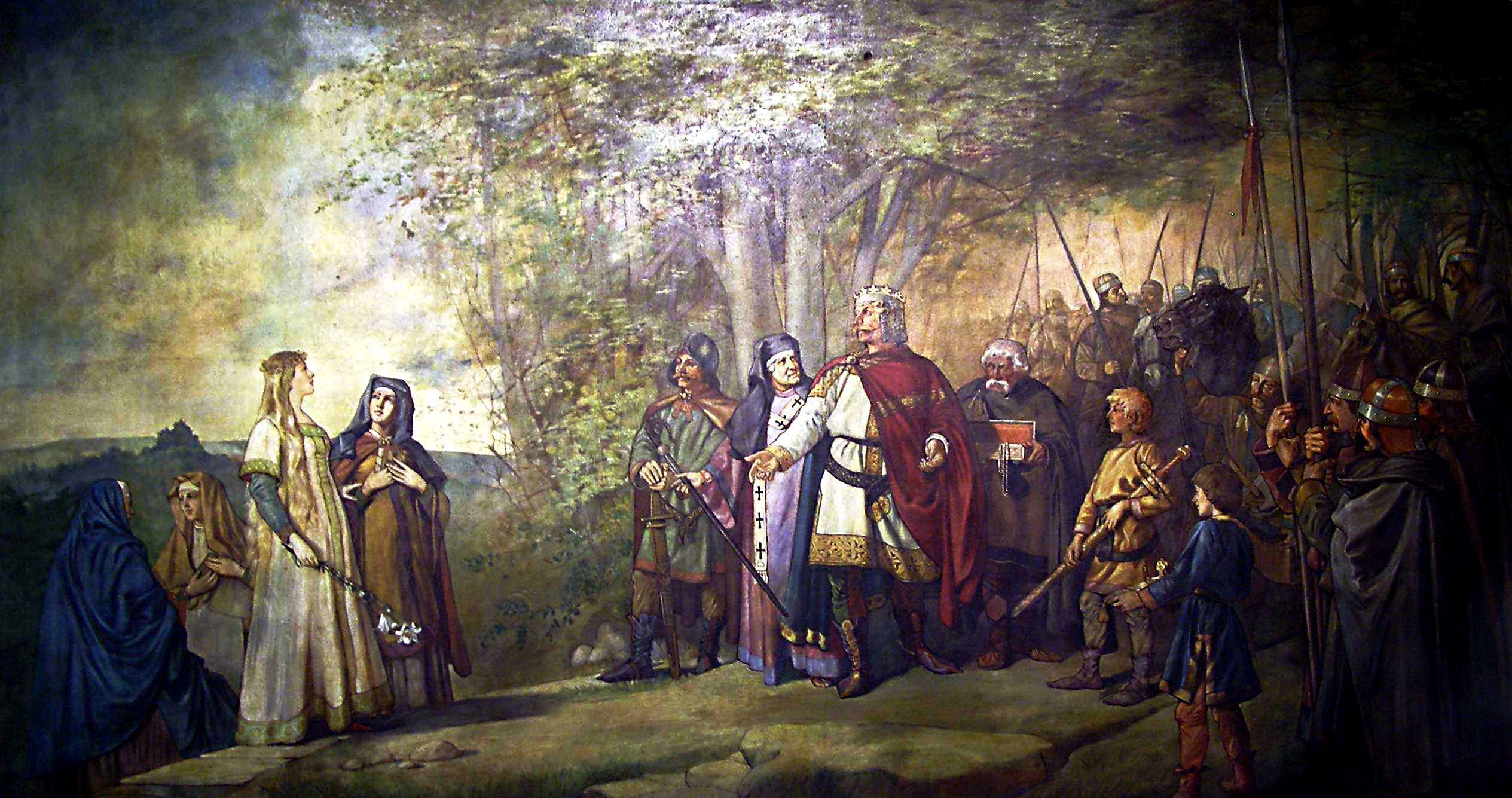
Henri demande la main de Mathilde, tableau du XIXe siècle.

Après des négociations menées par sa grand-mère, Mathilde fut mariée avec Henri, son aîné de vingt ans, en 909, au palais royal de Wallhausen (qu'elle reçut en usufruit) ; ils eurent trois fils et deux filles, :
1. Otton Ier (912–973), roi de Francie orientale (Germanie) puis empereur ;
2. Gerberge (913–969), épouse de Gislebert, duc de Lotharingie, puis de Louis IV d'Outremer, roi des Francs ;
3. Hedwige (914/920–959), épouse d’Hugues le Grand, marquis de Neustrie et duc des Francs (leur fils Hugues Capet, roi des Francs, est le fondateur de la dynastie capétienne) ;
4. Henri (919/922–955), duc de Bavière ;
5. Brunon (925–965), archevêque de Cologne et duc de Lotharingie.

Lors de la désignation d'Otton comme héritier, en septembre 929, Henri accrut considérablement les biens de Mathilde pour la prémunir en cas de veuvage. Il lui concéda le douaire (Wittum) sur les domaines de Quedlinbourg, Pöhlde, Nordhausen, Grone et Duderstadt (mais elle ne pouvait pas se remarier).
Veuve d'Henri après vingt-trois ans d'un mariage heureux, Mathilde resta à la cour de son fils, le roi Otton Ier. Elle fut bientôt accusée par des conseillers royaux de dilapider le trésor royal par ses nombreuses aumônes. Elle prit également le parti de son fils cadet le duc Henri Ier de Bavière et de son gendre Gislebert lors de la grave révolte de la Lotharingie en 939 contre Otton. Dépouillée de tous ses biens d'origine royale, mais conservant son héritage personnel en Saxe occidentale, elle dut se retirer au monastère d'Enger, en Westphalie.
À la demande de la reine Édith, épouse d'Otton, les deux princes se réconcilièrent ensuite avec leur mère, la rétablissant à la cour dans sa première fortune. Ayant fondé de nombreuses institutions religieuses, dont un centre théologique et quatre monastères bénédictins, c’est à l'abbaye de Quedlinbourg — érigée en mémoire de son défunt mari pour abriter une communauté de chanoinesses laïques (Frauenstift) où les filles de la haute noblesse étaient éduquées — qu'elle mourut au cours d'une de ses nombreuses retraites spirituelles. Elle s'y fit enterrer auprès de son mari Henri.
On compte parmi ses descendantes Mathilde de Toscane.

## Culte

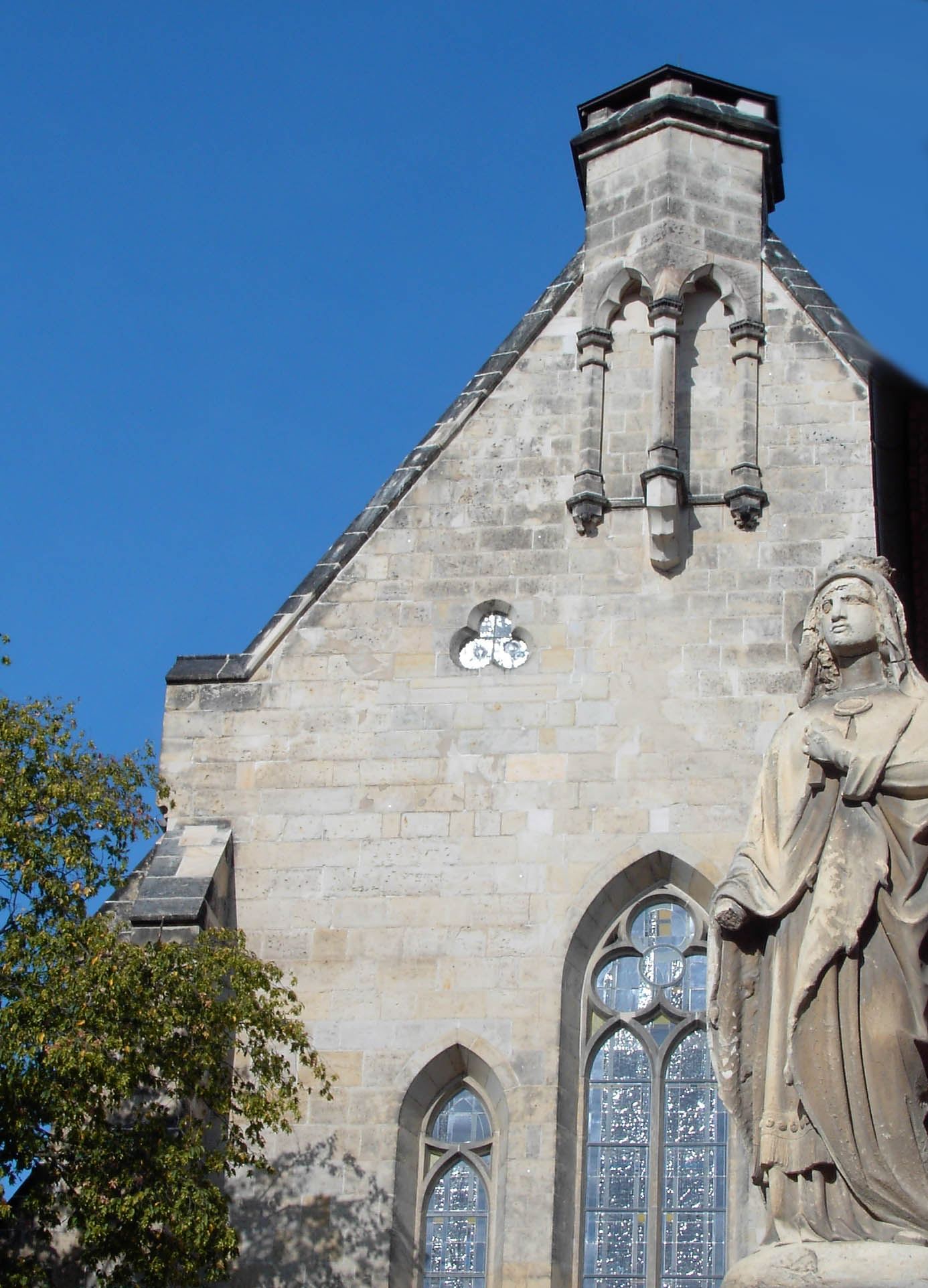
Statue, église Sainte-Mathilde à Quedlinbourg, Allemagne.

La veuve Mathilde consacra le reste de sa vie à des œuvres charitables et aux prières ; son premier biographe la décrit (dans un passage redevable à la Vie de sainte Radegonde rédigée au VIe siècle par Venance Fortunat) quittant furtivement le lit de son mari en plein milieu de la nuit pour aller réciter tout le psautier avant le chant du coq. La tradition rapporte aussi, que, pendant son agonie, elle se fit coucher sur un cilice et se répandit elle-même de la cendre sur le chef. Sa fille Gerberge envoya de France un drap doré pour recouvrir son cercueil.
Sa grande dévotion lui valut la canonisation, son culte étant surtout répandu en Saxe et en Bavière. L'Église catholique la fête le 14 mars. Elle est la patronne des familles nombreuses et est invoquée pour venir en aide aux parents en conflit avec leurs enfants.